# Дърводелство
Дърводелството е професия и занаят, в който основната извършена работа е рязане, оформяне и монтаж на строителни материали по време на строителството на сгради, кораби, дървени мостове, бетонен кофраж и др. Дърводелците традиционно са работили с естествено дърво и са извършвали по-груби работи като рамкиране, но днес се използват и много други материали и понякога по-фините занаяти на производство на шкафове и мебели се считат за дърводелство.
Дърводелците обикновено са първите и последните работници на работния обект. До края на 19-ти век дърводелците обикновено са оформяли сгради с греди; сега тази старомодна дърводелска конструкция се нарича „рамкиране на дървен материал“. Дърводелците се учат на тази професия, като са наети чрез обучение за чиракуване – обикновено 4 години – и се квалифицират, като успешно попълват теста за компетентност на съответната страна на места като Обединеното кралство, САЩ, Канада, Швейцария, Австралия и Южна Африка. Също така е обичайно умението да се научи чрез трудов опит, различен от официална програма за обучение, което може да се случи на много места.

## Статистика
В Съединените щати 98,5% от дърводелците са мъже и това е четвъртото най-доминирано от мъжете занимание в страната през 1999 г. През 2006 г. в САЩ има около 1,5 милиона дърводелски позиции.